# Quantitat d'electricitat
Dins l'entorn de la física el terme quantitat d'electricitat es refereix a la quantitat de càrrega elèctrica. Es designa amb la lletra  Q i al sistema SI es mesura amb la unitat derivada anomenada Coulomb.

## Deriva històrica
L'adjectiu llatí  electricus , que originalment significava d´ambre, va ser utilitzat per primera vegada per referir-se a les propietats atractives de l'ambre per William Gilbert en el seu text del 1600 De Magnete. El terme ve del llatí clàssic electro , ambre, del grec ἤλεκτρον (elektron), ambre. L'origen de la paraula grega es desconeix, però s'especula que podria haver vingut d'una fenícia paraula elēkrŏn  , que significa "llum brillant". La lletra Q va ser emprada per a la càrrega elèctrica en lloc de la lletra E, atès que la lletra E ja s'utilitzava per representa l'electró.
Als seus inicis i durant molt de temps, el terme quantitat d'electricitat era comú en les publicacions científiques. Apareix amb freqüència en els escrits de Franklin, Faraday, Maxwell, Millikan, J. J. Thomson, i fins i tot va ser usat ocasionalment per Einstein.
No obstant això, en els últims cent anys, el terme "electricitat" ha estat utilitzat per empreses de serveis públics d'electricitat i el públic en general d'una manera no científica. Avui dia la gran majoria de les publicacions no es refereixen a l'electricitat en el sentit de càrrega elèctrica. En lloc d'això es parla de l'electricitat com a energia electromagnètica. La definició s'ha desplaçat encara més, i molts autors utilitzen ara la paraula "electricitat" per referir-se al corrent elèctric (ampers), al flux d'energia (watts), al potencial elèctric (Vs), o la força elèctrica. Altres es refereixen a qualsevol fenomen elèctric com diferents tipus d'electricitat.
Aquestes definicions múltiples són probablement la raó per la qual el terme quantitat d'electricitat ha caigut en desgràcia entre els científics. Els llibres de text de física ja no defineixen la quantitat d'electricitat o flux d'electricitat.
L'expressió quantitat d'electricitat és ara considerada com un terme arcaic i a poc a poc ha estat substituïda pels termes càrrega d'electricitat , d'aquí quantitat de càrrega elèctrica, i avui en dia simplement càrrega . Atès que el terme electricitat s'ha anat corrompent per les contradiccions i les definicions no científiques, els experts d'avui l'han substituït pel terme càrrega  per eliminar qualsevol possible confusió.